# Mar Sundance
El Mar Sundance va ser un mar interior que va existir a Amèrica del Nord durant el període Juràssic (del Juràssic mitjà al tardà). Era un braç de l'actual Oceà Àrtic i s'estenia des de l'actual oest del Canadà al centre oest dels actuals Estats Units. El mar retrocedí quan començaren a alçar-se els altiplans de l'oest.

## Estratigrafia
L'evidència geològica suggereix que el Mar Sundance va ser en realitat una sèrie de transgressions marines cadascuna separada per un hiatus erosiu.
Les roques sedimentàries que es formaren din i al voltant d'aques mar sovint són riques en fòssils.

## Fauna
El mar Sundance era ric en molts tipus d'animals. Els Gryphaea eren extremadament comuns i s'han trobat dents de taurons. A més de peixos hi havia belemnits i ammonites. crinoïdeus i bivalvia vivien en el llit marí. Els Ophthalmosaurus, un gran ictiosaure, hi nedaven i caçaven els belemnits. També hi havia els Pantosaurus que eren de la mida d'una foca moderna. El rèptil marí més gran del mar Sundance era el Megalneusaurus, un gran pliosaure similar al Liopleurodon. Els seus fòssils s'han trobat a Alaska i Wyoming.
Durant els períodes de recessió marina, els dinosaures i altres animals terrestres es trobaven per la vora d'aquest mar com evidencia el Red Gulch Dinosaur Tracksite prop de Shell (Wyoming).